# Kāhīdān-e Gharīb Shāhī
Kāhīdān-e Gharīb Shāhī (persiska: كاهيدان, كاهيدانِ قَريب شاهی, Kāhīdān, كاهيدان غريب شاهی) är en ort i Iran.   Den ligger i provinsen Chahar Mahal och Bakhtiari, i den centrala delen av landet, 400 km söder om huvudstaden Teheran. Kāhīdān-e Gharīb Shāhī ligger 1 371 meter över havet och antalet invånare är 248.
Terrängen runt Kāhīdān-e Gharīb Shāhī är bergig norrut, men söderut är den kuperad. Runt Kāhīdān-e Gharīb Shāhī är det ganska glesbefolkat, med 38 invånare per kvadratkilometer. Närmaste större samhälle är Refen, 3,5 km söder om Kāhīdān-e Gharīb Shāhī. Omgivningarna runt Kāhīdān-e Gharīb Shāhī är i huvudsak ett öppet busklandskap.